# 石鎚國定公園
石鎚國定公園，是位在日本愛媛縣、高知縣的國定公園。1955年11月1日指定。總面積10,683ha。

## 主要景點
- 石鎚山
- 伊予富士
- 面河溪

## 關連市町村
- 愛媛縣 - 西條市、久萬高原町
- 高知縣 - 仁淀川町、伊野町

## 關連項目
- 國定公園

## 外部連結
- （日語）高知県の自然公園